# Chic Stone
Charles Eber "Chic" Stone (4 de gener de 1923 - 28 de juliol de 2000) va ser un artista de còmics nord - americà més conegut com un dels entintadors a l'edat de plata de Jack Kirby, incloent una etapa de Fantastic Four.

## Biografia

### Vida primerenca i inici de la carrera professional
Criat a l'East 23rd Street i Third Avenue a Manhattan, Nova York, Nova York, Chic Stone va estudiar a l'Escola d'Art Industrial (després rebatejada com a High School of Art and Design) i a la Works Projects Administration School. Va entrar al còmic el 1939, als 16 anys, aprenent amb l'empaquetador de còmics Eisner & Iger. En la dècada de 1940, va treballar en el Captain Marvel original per a Fawcett Comics i Boy Comics per Lev Gleason Publications. Per a Timely Comics, predecessor dels anys quaranta de Marvel Comics, va contribuir al còmic Blonde Phantom, "Eustis Hayseed" a Joker Comics ; i "Jeep Jones" a All Select Comics i Kid Komics.

### Stone a l'edat de plata
Stone va deixar en gran part els còmics durant els anys cinquanta per convertir-se en director d'art per a revistes com True Experience i The American Salesman, i per publicar una revista, Boy Illustrated, que va plegar després de dos números. Va fer art comercial per a Grey Advertising i storyboards per anuncis de TV per a Filmack Studios. Stone, en aquest moment vivia a Hollywood, Califòrnia, després es va convertir en director d'art de Modern Teen i Dig Magazine. També va fer art per a revistes incloses Esquire i Mechanics Illustrated, i va ser editor i director d'art de Boy Illustrated.
Va tornar als còmics durant els anys seixanta, a l'edat de plata, inicialment amb el petit American Comics Group (ACG) amb títols com Aventures into the Unknown, per als quals faria el dibuix a llapis entre 1962 i 1967. També va dibuixar i entintar, sense acreditar, per DC Comics, de vegades, com a negre per als artistes Bob Kane (en històries de Batman) i George Papp (entintant els seus llapis a Superboy).
Poc després, Stone va començar a entintar els llapis de la llegenda de la indústria Jack Kirby a Fantàstic Four (números # 28-38 i Annual # 2). També va entintar a números inicials de The X-Men i el serial de Thor a Journey into Mystery. Els dos artistes van col·laborar en portades a tot l'espectre dels còmics de Marvel.
De la seva vinculació amb Kirby, Stone va recordar en una entrevista de 1997,
| « | (anglès) Just before 1964 I was pounding the pavement, going from one publisher to another, picking up jobs at random. At the time I was penciling Batman, and inking Superman covers for [editor] Mort Weisinger at DC. I happened to walk into the Marvel offices at the time [editor-in-chief] Stan Lee was editing a Kirby pencil job. Looking over his shoulder I was totally awestruck by the magnificent penciling. Stan looked at me and asked, 'Chic, would you like to ink this?' My knees turned to Jell-o; all I could murmur was, 'You're kidding?' ... [After I turned in the assignment,] Stan was exceedingly pleased with my rendition of Jack's work, and from that time on I would finish one job to have another waiting. There were times I'd be working on three stories at once; working 12 to 16 hours a day was not unusual. The page rate for inking was not that great, but being able to work on Jack's pencils was a substantial bonus | (català) Poc abans de 1964 vaig anar recorrent els carrers, passant d'una editorial a una altra, recollint feines a l'atzar. En aquell moment, dibuixava a llapis Batman, i entintava Superman portades per a [l'editor] Mort Weisinger a DC. Vaig entrar a les oficines de la Marvel quan [l'editor en cap] Stan Lee estava editant un treball de llapis Kirby. Mirant per sobre la seva espatlla vaig quedar totalment impressionat pels magnífics llapis. Stan em va mirar i em va preguntar: "Chic, t'agradaria entintar això?" Els genolls es van tornar en gelatina; tot el que podia murmurar era, "estàs bromejant?" ... [Després de formar part de la tasca,] Stan estava molt satisfet amb la meva interpretació del treball de Jack i, a partir d'aquest moment, acabaria una feina per tenir una altra espera. Hi havia vegades que estaria treballant tres històries alhora; treballar de 12 a 16 hores al dia no era inusual. El percentatge de pàgines per a la tinta no era tan fantàstic, però poder treballar els llapis de Jack va ser un bonus substancial | » |
| — Chic Stone, "Chic Stone Speaks", pp. 13-14. Reimprés a The Collected Jack Kirby Collector nº3 TwoMorrows Publishing (2004) pàgina 89-90 ISBN 1893905020 | | |   |

El dibuixant Fred Hembeck, descrivint a Stone com "el meu favorit de Kirby", va dir que "més enllà de la línia atrevida i expressiva, la variada pinzellada de Stone va portar als llapis plens de potència de Jack, l'únic fet que, al final de l'any, estava entintant a the King a Fantàstic Four, Avengers, The X-Men i els serials de Thor i Captain America en els seus respectius títols, donant a tota la línia una sensació càlida i acollidora de cohesió visual que mai no s'ha aconseguit assolir des de llavors."
Més tard en la dècada, Stone va tornar a treballar com freelance per a DC Comics, dibuixant una història ocasional de Batman, inclosa la història principal al número #200 Batman (març de 1968). A més, va dibuixar nombroses històries per a T.H.U.N.D.E.R. Agents, Dynamo i NoMAN de Tower Comics.
Altres treballs al voltant d'aquest moment inclouen una sèrie del personatge de Nemesis a Forbidden Worlds i Unknown Worlds d'ACG; Flying Saucers i un còmic de Garrison's Gorillas de Dell Comics. A principis de la dècada de 1970 treballa per a les revistes de terror en blanc i negre de Skywald Publications Psycho i Nightmare. L'art de Stone per a un anunci de cotxe model AMT (" Grandpa Munster 'Digs' The Drag-U-La!") va aparèixer a DC's Superman's Girl Friend, Lois Lane # 64 (abril de 1966), entre altres llocs.

### Carrera posterior
A finals dels anys 70 i 1980, Stone va iniciar una llarga associació amb Archie Comics, incloent les seves línies de superherois Red Circle i Archie Adventure Series. Aquest treball inclou una història escrita pel futur editor cap de Marvel, Tom DeFalco, en Archie's Super Hero Special #2 (agost de 1979) i l'entintat de Stone del seu veterà company de l'Edat de Plata, Dick Ayers, en una història de Black Hood a Blue Ribbon Comics # 11 (agost de 1984). Stone també va treballar en la línia regular d'humor adolescent d'Archie.
Stone va entintar per Marvel fins a The A-Team # 1 (març de 1984). A principis de la dècada de 1990, va dibuixar l'art en un estil Kirby-Stone de l'edat de plata per a vendes a través d'art commissions.
Stone va morir el 2000 al comtat d'Autauga, Alabama.

## Àudio
- Àudio del disc de Merry Marvel Marching Society, inclosa la veu de Chic Stone (a partir del minut 2:31).